# Société des Usines Bouhey
Die Société des Usines Bouhey war ein französischer Hersteller von Automobilen.

## Unternehmensgeschichte
Das Unternehmen aus Paris begann 1898 mit der Produktion von Automobilen. Etwa 1902 endete die Produktion.

## Fahrzeuge
Das erste Modell war ein Elektroauto, das 1898 beim Concours de Fiacres eingeschrieben war. 1901 folgte das Modell 10/12 CV bzw. 12 CV mit einem Zweizylindermotor. Diese Fahrzeuge wurden auch nach England exportiert.